# Kusari-fundo

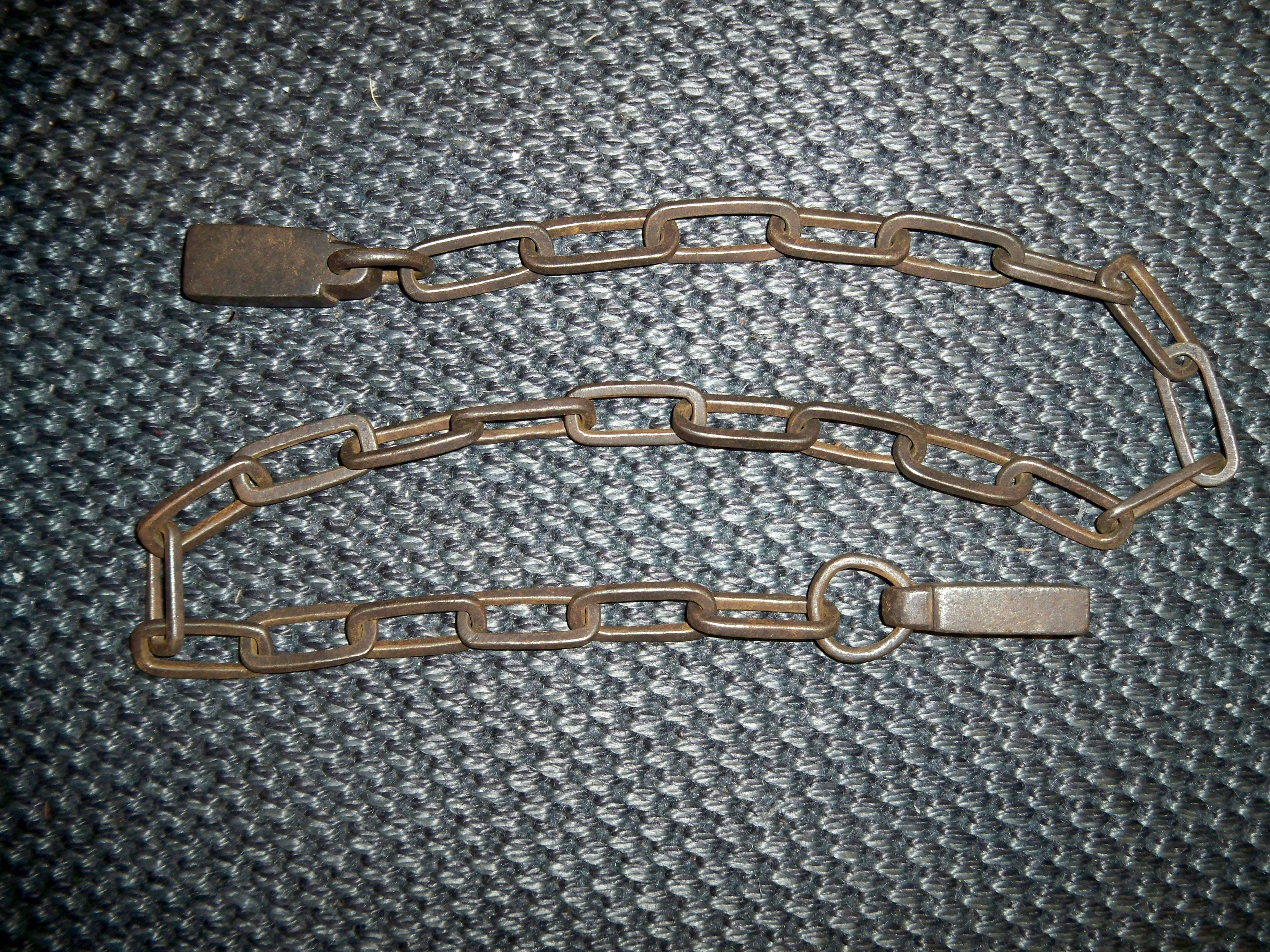
Antiguo kusari-fundo o manriki japonés.

El kusari-fundo (鎖分銅) es un arma de mano usada en el Japón feudal que consta de una larga cadena (kusari) con una plancha (fundo) unida a cada extremo de la cadena. Varias formas y tamaños de la cadena y la plancha fueron utilizadas ya que no había un conjunto de reglas en la fabricación de este tipo de armas. Otros nombres populares son manrikigusari (萬力鏈) (cadena de diez mil de poder) o simplemente manriki.

## Partes delkusari-fundo

### La cadena (kusari)

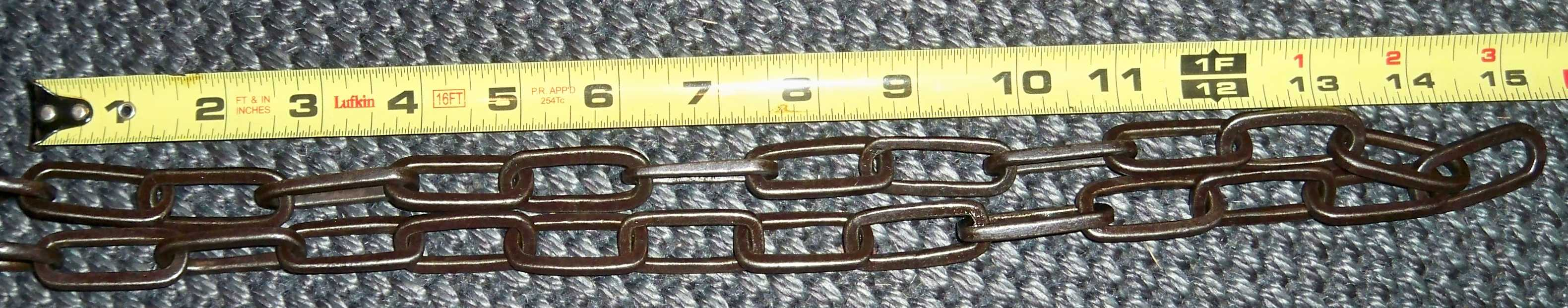
El kusari de un kusari-fundo.

Típicamente, la longitud del forjado de la cadena puede variar alrededor de 30 a 120 centímetros. Los eslabones de la cadena pueden tener muchas formas diferentes, incluyendo redonda, elíptica y ovalada. El espesor de la cadena también variaba. Por lo general, el primer eslabón de cadena unido a la plancha era redondo, y a menudo más grande y más grueso que el resto de los eslabones de la cadena.

### La plancha (fundo)

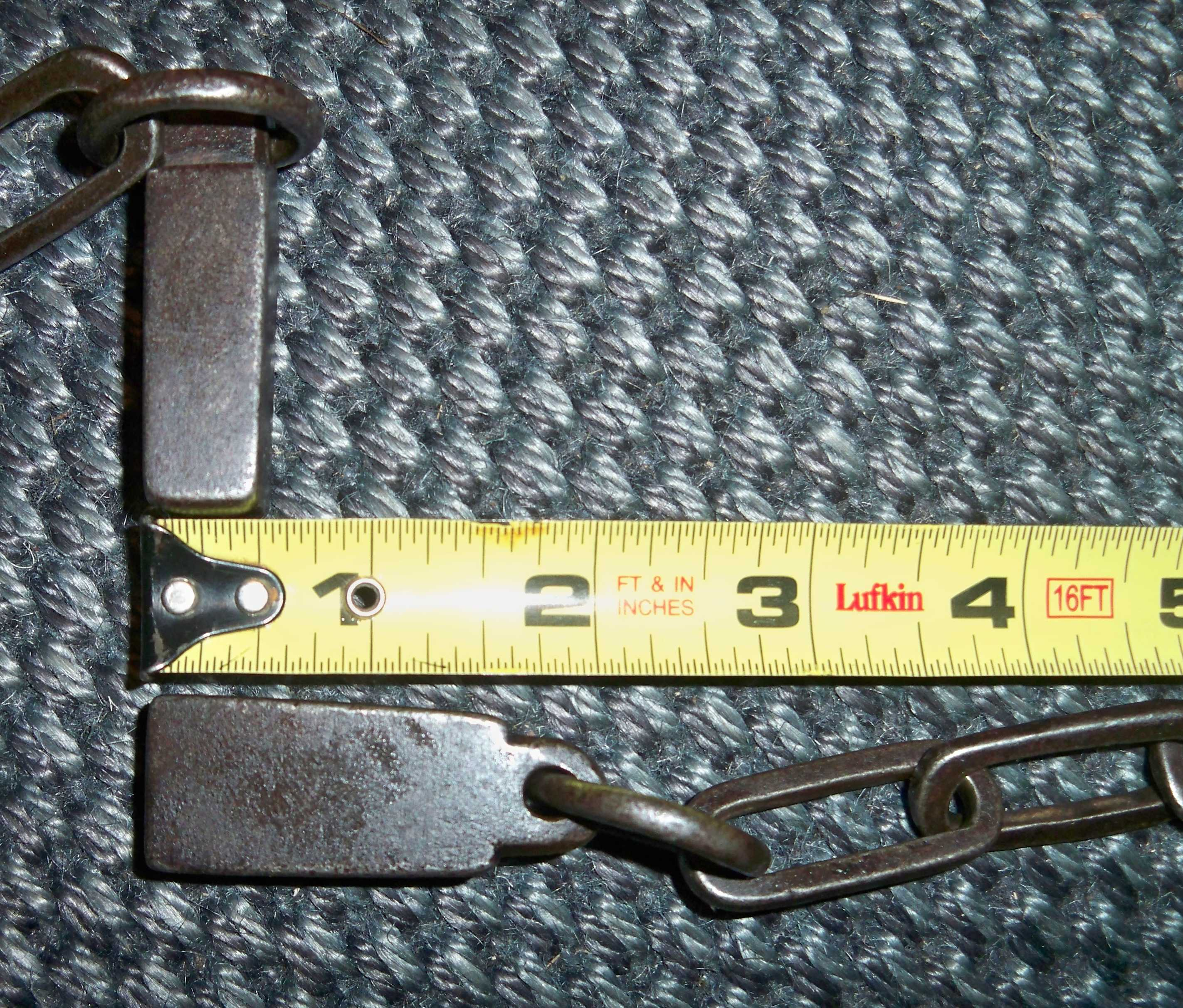
El fundo de un kusari-fundo.

La plancha unida a cada extremo de la cadena puede tener varios tamaños y diferentes formas. Las planchas generalmente fueron hechas exactamente en tamaño y forma. En algunas de las armas de plancha y cadena relacionadas la plancha podían ser completamente diferentes entre sí, con una plancha siendo mucho más larga que la otra como un mango en un extremo, o una plancha podía ser redonda, mientras que la otra plancha podía ser rectangular. Las formas de la plancha incluyen redonda, hexagonal o rectangular. La plancha podía ser bastante ligera o muy pesada con el típico peso siendo de 56 gramos a 112 gramos.

## Uso
El uso del kusari-fundo fue enseñado en varias escuelas diferentes, o ryū (流), como un arma oculta o encubierta y también como un arma de defensa personal. El kusari-fundo era útil cuando el porte de espada no estaba permitido. La policía samurái del periodo Edo a menudo utilizaban un kusari-fundo como una de sus armas no letales de detención.

## Historia
Hay varias armas de plancha y cadena. Un tipo conocido como un konpi se menciona en manuscritos tan antiguos como el periodo Nanbokucho (1336-1392).
Masaki Tarodayu Dannoshin Toshiyoshi (1689 - 1776), fundador de la Masaki ryū, se dice que había desarrollado una versión del kusari-fundo mientras servía al Señor Toda, como un arma incruenta que podía utilizarse para defender los terrenos del Castillo Edo.

## Galería

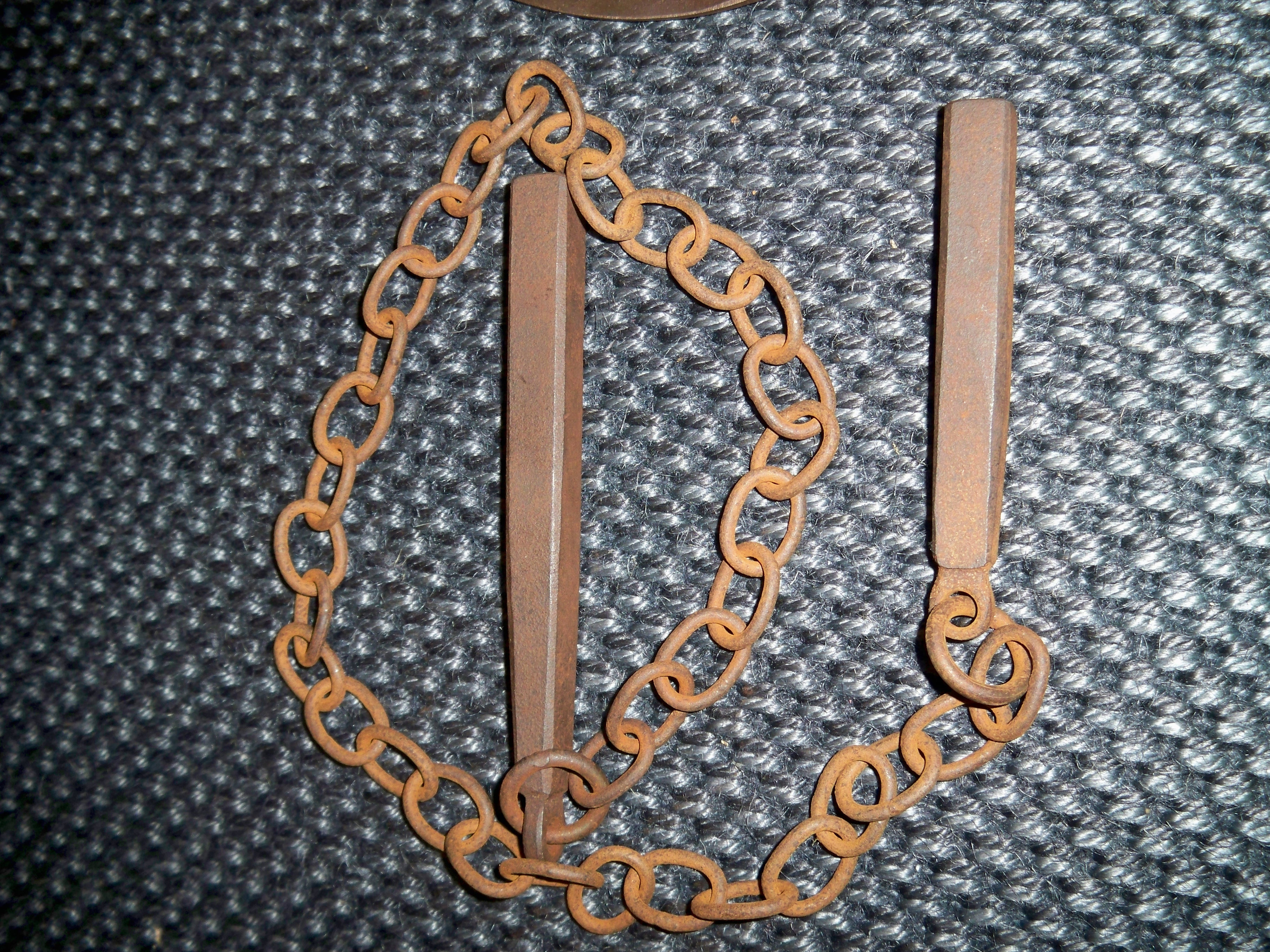
Réplica de un kusari-fundo o manriki japonés.
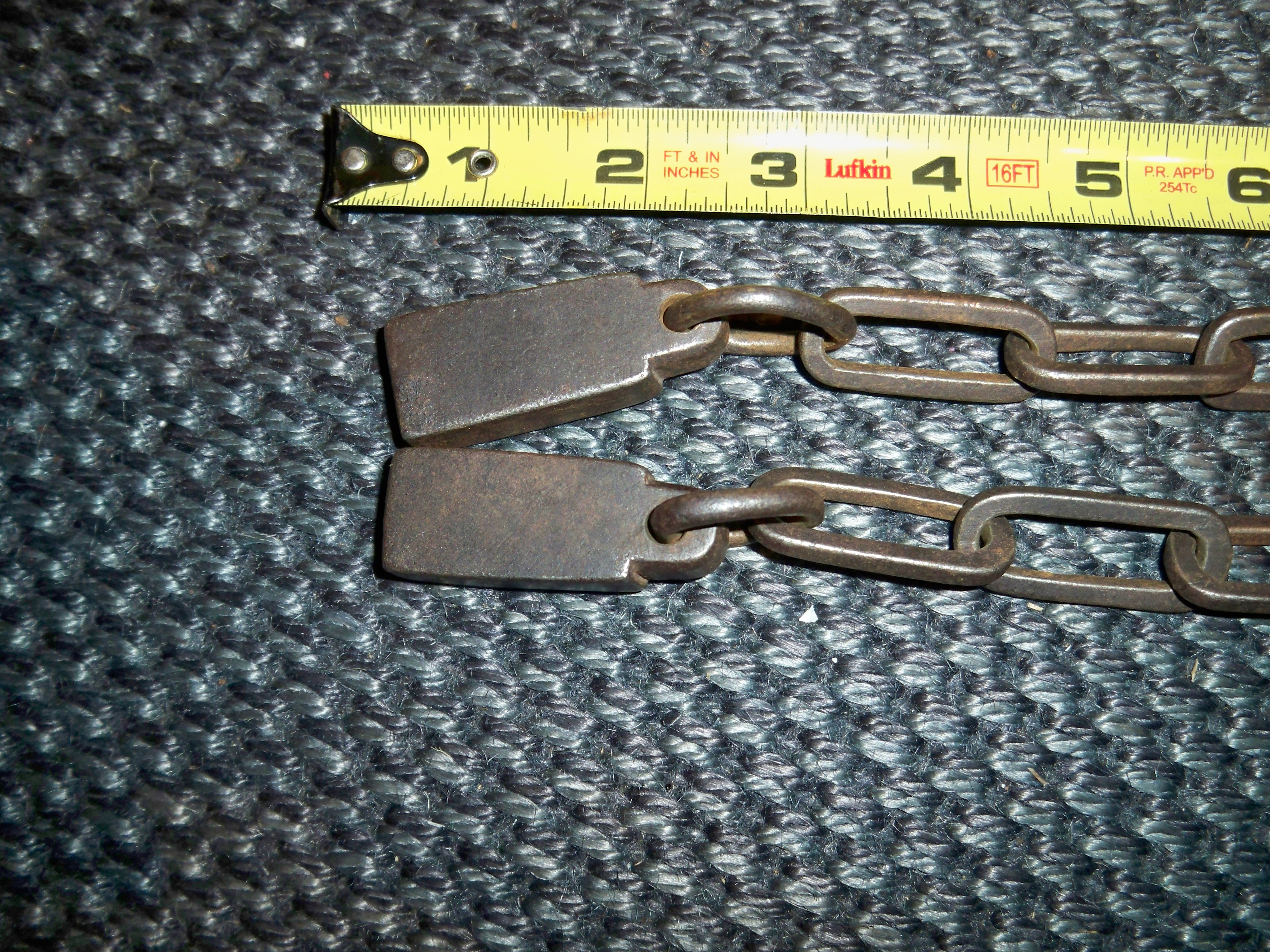
Antiguo kusari-fundo o manriki japonés. Acercamiento de imagen de la cadena kusari y la plancha fundo.